# Ispočetka
Ispočetka è il quinto album in studio da solista (il decimo in totale) del cantante bosniaco Dino Merlin, pubblicato nel 2008.

## Tracce
Testi e musiche di Dino Merlin eccetto dove indicato.

1. Ispočetka
2. Dabogda
3. Deset mlađa (Dino Merlin, Mahir Sarihodžić)
4. Individualizam
5. Nedostaješ
6. Da šutiš
7. Klupko
8. Ptica bijela
9. Hadžija
10. Drama
11. Da šutiš (Indigo)
12. Otkrit ću ti tajnu
13. Grudobolja